# Tajget (pasmo)
Tajget, dawniej także Tajgetos (gr. Ταΰγετος, Taijetos) – pasmo górskie w Grecji, na południu Półwyspu Peloponez. 

## Geografia

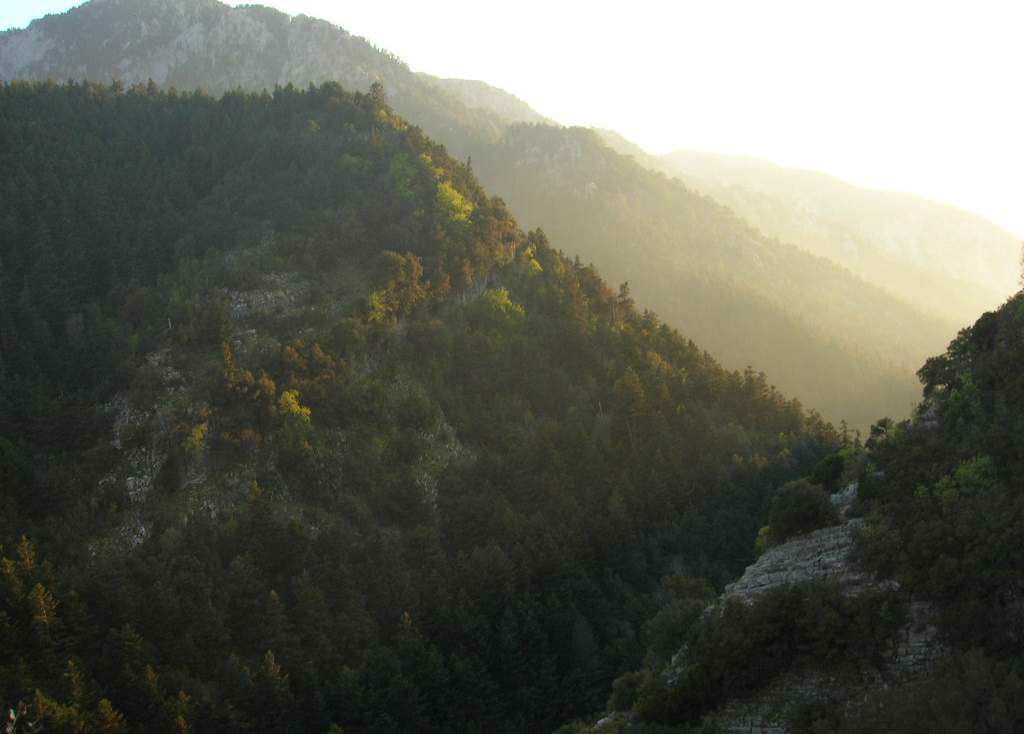
Tajget – niższe partie gór

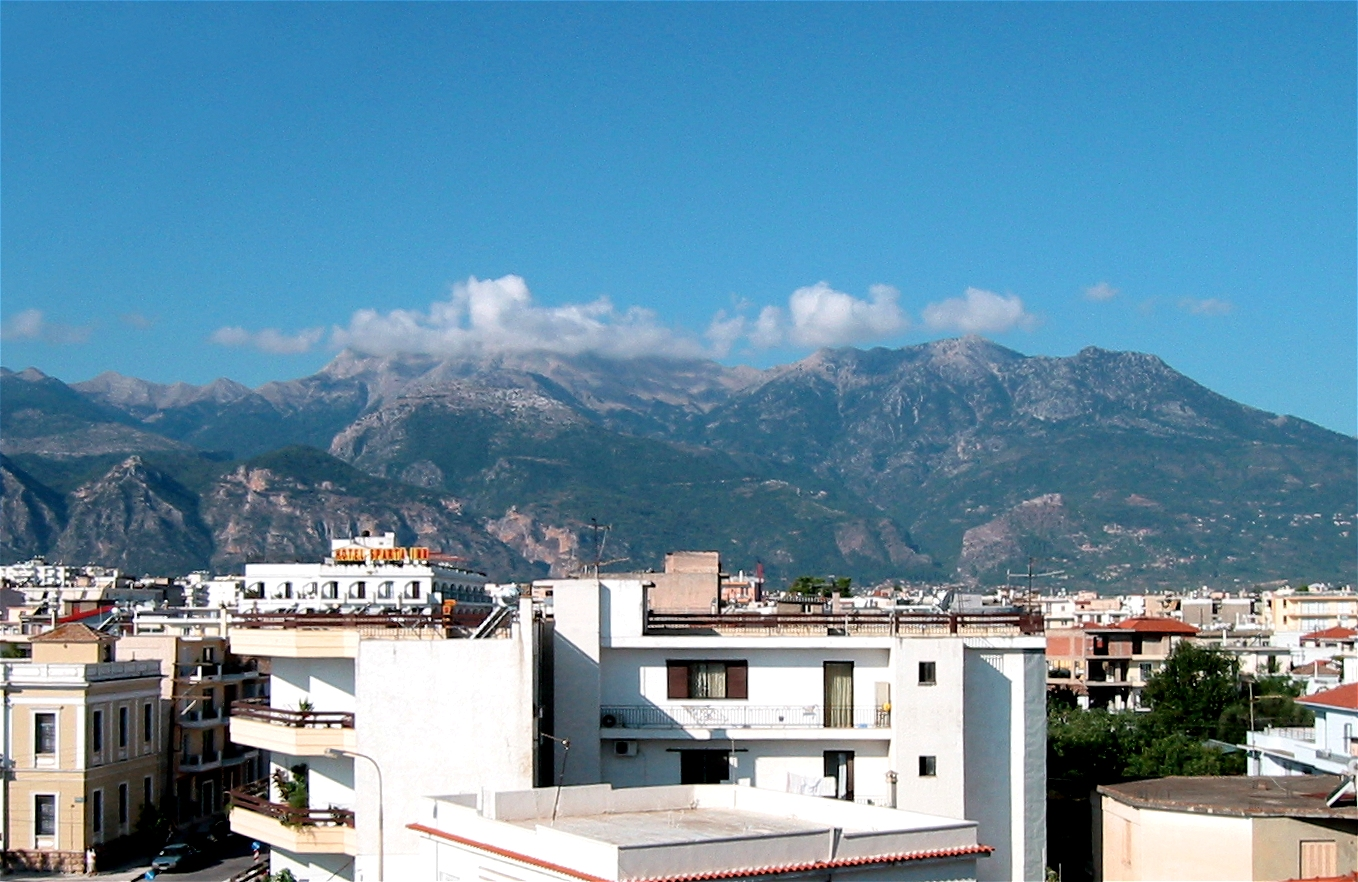
Widok na Tajget ze Sparty, w oddali widoczne ruiny bizantyńskiej Mistry

Tajget rozciąga się południkowo na długości ponad 100 km i szerokości maksymalnej do 30 km, na obszarze o powierzchni wynoszącej ok. 2500 km², na zachód od Niziny Lakońskiej. Stanowi naturalną barierę pomiędzy Lakonią a Mesenią. Południowa część Tajgetu wcina się głęboko w morze i tworzy silnie wysunięty Półwysep Mani, oblany wodami Zatoki Lakońskiej na wschodzie i Meseńskiej na zachodzie, kończący się przylądkiem Matapan. Góry Tajget zbudowane są głównie z marmuru i ze skał osadowych, m.in. wapieni, tworzą zwarty, trudno dostępny zrąb górski, charakteryzujący się stromymi stokami i ostrą zębatą granią. Tajget jest najwyższym pasmem górskim na Peloponezie, z kulminacją Profitis Ilias o charakterystycznym piramidalnym kształcie, wznoszącą się na 2407 m n.p.m. Góry pomimo iż położone są w strefie klimatu śródziemnomorskiego charakteryzują się klimatem kontynentalnym, z dużymi opadami śniegu w okresie zimowym, pokrywającego ich wyższe partie, do czerwca włącznie. Góry są zasobne w wodę, występuje duża ilość małych strumieni i rzek.

## Historia
Nazwa pasma górskiego pochodzi od Tajgete, która była jedną z Plejad (córką tytana Atlasa i Plejone) w mitologii greckiej.
W czasach bizantyjskich, aż do XIX wieku, góry zwane były Pentadaktylos (gr. Πενταδάκτυλος, „pięć palców”).

## Turystyczna eksploracja okolic i wnętrza gór

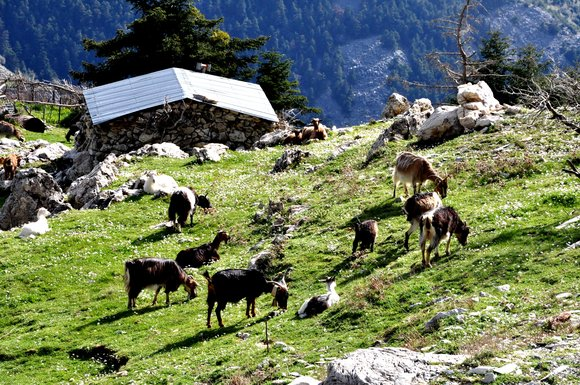

Masowy napływ turystyów przyciągają Mistra od strony wschodniej oraz okręg Mani, od zachodu. Doliny Tajgetu i jego najniżej położone przełęcze oraz miejscowości malowniczo przecina szosa międzywojewódzka, wiodąca ze Sparty i Mistry, do Kalamaty, skąd można następnie przejechać do Mani.
W dolne partie gór prowadzi wiele dróg, dostępnych turystycznie. W górnych partiach, pokryte gęstym, sosnowo-jodłowym lasem pasmo górskie, znakowane jest, w wielu kierunkach, atrakcyjnymi widokowo szlakami dla turystyki pieszej. Jedna z przełęczy grani głównej łatwo dostępna jest także autem. Usytuowano na niej klasztor Panagia Giatrissa (Matka Boska Lecząca), nowy, zwykle niedostępny dla postronnych. Od wschodu prowadzi doń droga asfaltowa, przez miejscowości Distomo i Kastania. Dalej, już nie asfaltowa, wciąż wygodna droga doprowadzi do schronisk turystycznych, czynnych okresowo oraz do oznaczonych na mapie Peloponezu odcinków dróg o wyróżniających walorach widokowych, w stronę Tajgetu południowego i półwspu Mani. Dalszy przejazd możliwy jest o suchej porze roku i przy dużej ostrożności. Zjazd w dół, zachodnimi zboczami,  wiedzie do okolic miejscowości Kardamili, w okręgu Mani, szczególnie atrakcyjnym turystycznie dzięki bujnej przyrodzie i dużej liczbie mieszkalnych wież obronnych i małych, rodzinnych zamków. Lokalna, rozbudowana baza turystyczna znacznie tańsza jest poza okresem letnim.
Turyści z klimatu Europy Środkowej, najwyżej ocenią Tajget i jego okolice w kwietniu i maju.